# ورقة نقدية من فئة 100 زلوتي
ورقة الـ 100 زلوتي البولندية هي فئة من العملة البولندية. مع أكثر من مليار ورقة نقدية من هذه الفئة متداولة بنهاية عام 2023، تُعدّ هذه الورقة النقدية الأكثر تداولاً.

## تاريخ
صُدرت الورقة النقدية في 19 فئة، من قبل البنك الوطني البولندي (البولندية: Narodowy Bank Polski) ويرجع تاريخها إلى عام 1528 باسم "الدوقات"، على الرغم من وجود نقاش حول أي العملات البولندية كانت أول زلوتي. يعود تاريخ زلوتي القرن العشرين إلى عام 1924. سُحبت أوراق الزلوتي من التداول في عام 1995. انخفضت قيمة العملة وأصبحت قيمتها قليلة جدًا بعد سنوات عديدة من التضخم المرتفع في بولندا خلال الفترة الشيوعية؛ عندما قُدمت عملة الزلوتي الجديدة في عام 1995، أُسقط أربعة أصفار من العملة.

## روابط خارجية
- بنك ان بي بي